# Micrixalidae
Micrixalidae – monotypowa rodzina płazów z rzędu płazów bezogonowych (Anura).

## Zasięg występowania
Rodzina obejmuje gatunki występujące w Ghatach Zachodnich w Indiach.

## Charakterystyka
Samce Micrixalus wyróżniają się zwyczajem wymachiwania tylnymi kończynami, próbując zwrócić na siebie uwagę samic w okresie godowym, w związku z czym nazywa się je również tańczącymi żabami. Siedliska Micrixalus są wrażliwe na zmianę ilości opadów i dostępności wody, w związku z czym mogą być poważnie zagrożone.

## Systematyka

### Etymologia
Micrixalus:  μικρος mikros „mały”; rodzaj Ixalus A.M.C. Duméril & Bibron, 1841.

### Podział systematyczny
Takson opisany jako podrodzina w rodzinie żabowatych (Ranidae), podniesiony do rangi rodziny przez Frosta i współpracowników w 2006 roku. Do rodziny należy jeden rodzaj – Micrixalus – z następującymi gatunkami:

- Micrixalus adonis Biju, Garg, Gururaja, Shouche & Walujkar, 2014
- Micrixalus candidus Biju, Garg, Gururaja, Shouche & Walujkar, 2014
- Micrixalus elegans (Rao, 1937)
- Micrixalus frigidus Biju, Garg, Gururaja, Shouche & Walujkar, 2014
- Micrixalus fuscus (Boulenger, 1882)
- Micrixalus gadgili Pillai & Pattabiraman, 1990
- Micrixalus herrei (Myers, 1942)
- Micrixalus kodayari Biju, Garg, Gururaja, Shouche & Walujkar, 2014
- Micrixalus kottigeharensis (Rao, 1937)
- Micrixalus kurichiyari Biju, Garg, Gururaja, Shouche & Walujkar, 2014
- Micrixalus mallani Biju, Garg, Gururaja, Shouche & Walujkar, 2014
- Micrixalus nelliyampathi Biju, Garg, Gururaja, Shouche & Walujkar, 2014
- Micrixalus nigraventris Biju, Garg, Gururaja, Shouche & Walujkar, 2014
- Micrixalus niluvasei Biju, Garg, Gururaja, Shouche & Walujkar, 2014
- Micrixalus nudis Pillai, 1978
- Micrixalus phyllophilus (Jerdon, 1854)
- Micrixalus sairandhri Biju, Garg, Gururaja, Shouche & Walujkar, 2014
- Micrixalus sali Biju, Garg, Gururaja, Shouche & Walujkar, 2014
- Micrixalus saxicola (Jerdon, 1854)
- Micrixalus silvaticus (Boulenger, 1882)
- Micrixalus specca Biju, Garg, Gururaja, Shouche & Walujkar, 2014
- Micrixalus spelunca Biju, Garg, Gururaja, Shouche & Walujkar, 2014
- Micrixalus thampii Pillai, 1981
- Micrixalus uttaraghati Biju, Garg, Gururaja, Shouche & Walujkar, 2014